# طعمه (فیلم ۲۰۰۷)
طعمه (به انگلیسی: Prey) فیلمی در ژانر ترسناک و مهیج است که در سال ۲۰۰۷ منتشر شد. از بازیگران آن می‌توان به کارلی شرودر، پیتر ولر، و بریجیت مویناهان اشاره کرد.

## داستان
خانواده ای آمریکایی که برای تعطیلات در آفریقا به سر می‌برند گم شده و تبدیل به شکاری برای شیرهای گرسنه می‌شوند.